# Cinderella's Eyes
Cinderella's Eyes é o álbum de estreia da artista musical britânica Nicola Roberts. O seu lançamento ocorreu em 23 de setembro de 2011, através da Polydor Records. Uma das integrantes da girl group Girls Aloud, Roberts teve a inspiração com seu tempo com o grupo. Ela começou a gravar o álbum em 2010 e co-escreveu todas as faixas originais do álbum, e teve uma estreita colaboração com os produtores Dimitri Tikovoi, Maya von Doll (do grupo electro Sohodolls) e de Diplo sobre o álbum, bem como a banda canadense Dragonette. O conceito do álbum é derivado de contos de fadas, concentrando-se principalmente na Cinderela depois da titulação do álbum. A capa do álbum apresenta Roberts ao lado de uma coleção de artefatos antigos, usando uma interpretação moderna do sapatinho da Cinderela, co-produzido pelo designer de sapatos Atalanta Weller.
O álbum caracteriza-se por estilos do electropop e letras autobiográficas. O álbum abre com "Beat de My Drum", uma faixa que apresenta cânticos, algo que é apresentado em todo o álbum. Seu uso do rap é incluído em faixas como "I", "Yo-Yo" e "Sticks + Stones". A última faixa foi escrita sobre sua falta de confiança em períodos com seu grupo, e discute as vezes que ela foi rotulada como "feia" pela mídia, a qual a cantora escreveu para destacar o assunto do bullying. O álbum foi inspirado por Robyn e Kate Bush, ambas as quais têm recebido comparações de canções dentro do álbum.
Cinderella's Eyes recebeu aclamação dos críticos de música, que elogiaram a produção do álbum, a voz de Roberts e suas letras. O álbum também foi elogiado por ser o álbum solo mais original de qualquer um dos membros do Girls Aloud. Embora o álbum não tenha alcançado sucesso comercial, muitos críticos comentaram que o mesmo foi sub-avaliado e merecia mais apreço. "Beat of My Drum" foi lançada como o primeiro single do álbum. A faixa teve aclamação da crítica e foi executada bem comercialmente, alcançando a 27ª posição no Reino Unido. Um vídeo musical, dirigido por Wendy Morgan, mostrou Roberts dançando com trajes de inspiração da década de 1970. O segundo single, "Lucky Day", foi lançado uma semana antes do álbum e contou com a produção da banda Dragonette. O vídeo musical, dirigido por Stephen Agnes, destaca Roberts no East Village, de Nova Iorque, em um vestido floral.

## Faixas
1. "Beat of My Drum" (Nicola Roberts, Wesley Pentz, Dimitri Tikovoi, Maya von Doll) - 2:58
2. "Lucky Day" (Roberts, Martina Sorbara, Daniel Groome Kurtz) - 3:20
3. "Yo-Yo" (Roberts, Tikovoi, von Doll) - 3:25
4. "Cinderella's Eyes" (Roberts, Tikovoi, von Doll) - 3:30
5. "Porcelain Heart" (Roberts, Dave McCraken, Tikovoi, von Doll) - 3:49
6. "I" (Roberts, Joseph Mount) - 3:39
7. "Everybody's Got to Learn Sometime" (James Warren) - 3:38
8. "Say It Out Loud" (Roberts, George Astasio, Jason Pebworth, Jon Shave, Richard Williams) - 4:35
9. "Gladiator" (Roberts, Tikovoi, von Doll) - 2:59
10. "Fish Out of Water" (Roberts, Mount) - 4:38
11. "Take a Bite" (Roberts, Astasio, Pebworth, Shave, Jon Mills, Joe Dyer, Kurtis McKenzie) - 3:16
12. "Sticks + Stones" (Roberts, Tikovoi, von Doll) - 3:55

## Paradas musicais
| Parada (2011)           | Melhor posição |
| ----------------------- | -------------- |
| Irish Albums Chart      | 48             |
| Scottish Albums Chart   | 21             |
| UK Albums Chart         | 17             |
| UK Digital Albums Chart | 13             |